# 夢がいっぱい!プラレールで行こう!
『プラレール～夢がいっぱい!プラレールで行こう!』は、2002年1月31日に玩具メーカーTOMY（現・タカラトミー）が発売したシミュレーションゲームで『A列車で行こうシリーズ』のアートディンクが共演したゲームでもある。

## 作品内容
比較的に子供向けのゲームだが町をつくる要素や車両を運転することもでき、大人にも楽しめるゲームである。プレイヤーはさまざまなマップを使って、レールや道路、建物などを設置できる。貨幣はプラというもので、これでレールや道路、建物などを買える。なお、プラは車両の運転モードで赤い風船をゲットするとプラがもらえる。プラレール（鉄道）のほかにもトミカ（自動車）も運転でき、運転方法は基本的にプラレールと同じである。
初回限定付録は過去のトミカ・プラレールビデオが2001まで収録した「トミカ・プラレール映像集(DVD)」が当時収録した。

## 車両や建物
プラレール
車両は500系などの新幹線やD51形などの機関車、在来線、私鉄などの車両、建物は駅やトンネル、鉄橋といったものがある。
トミカ
車両はセダンなどの乗用車や、パトカーや消防車、救急車といった特種用途自動車などさまざまである。建物は交番や駐車場、バス停といったものがある。
その他、マンションなどの住宅やビルやデパート、テレビ塔などの大型施設。遊園地や動物園といったレジャー施設のほか、森林やクジラ、サボテンなどの自然物がある。

## 登場部品
列車
700系ドクターイエロー、700系のぞみ、500系のぞみ、300系のぞみ、100系ひかり、0系ウエストひかり、E1系マックス、E2系あさま、E3系こまち、E4系マックス、400系つばさ、200系やまびこ、フレッシュひたち、房総ビューエクスプレス、成田エクスプレス、スーパービュー踊り子、つばめ、ソニック883、L特急あさま、L特急あずさ、横須賀線、東海型急行電車、211系近郊電車、205系スカイブルー、205系ウグイス、201系通勤電車、江ノ電、南海ラピート、東武スペーシア、小田急ロマンスカー、近鉄アーバンライナー、ゆふいんの森、スーパー北斗、ブルートレイン、トワイライトエクスプレス、EH500金太郎、EF210桃太郎、EF81、EF66、DD51、D51、C12
自動車
軽自動車、セダン、SUV、RV、スポーツカー、パトカー、消防車、救急車、トラック、ダンプ、タンクローリー、バス、タクシー、ラーメン販売車
レール
1/2直線レール、直線レール、曲線レール、ニュー坂レール、坂直線レール、坂曲線レール、変形レール、ターンアウトレール、8の字ポイントレール、単線複線ポイントレール、十字ポイントレール、複線ポイントレール、複線直線レール、複線曲線レール、鉄橋、複線鉄橋、街の駅、高架駅、いなかの駅、資材工場、港、パイプ工場、石油工場、洗車場、車止め、車庫、トンネル、スフィンクストンネル
どうろ
1/2直線どうろ、直線どうろ、曲線どうろ、坂スロープ、変形どうろ、T字路、交差点、交番、警察署、消防署、消化訓練所、病院、市場、倉庫、ビル建設現場、石油工場、バス停、ロータリー、団地、ガソリンスタンド、ハンバーガー店、駐車場、有料駐車場、トンネルどうろ

## キャラクター
代表的なキャラクターは「プラレ」という青い車体に初心者マークをつけた車掌車で、主に操作のガイドを行なっている。

## 用語
マップレールや道路、建物を設置するマップは初心者向けのから平地や砂漠のある広大なマップなどさまざまなものがある。
風船運転モードの際にレールや道路に出現する風船のことで、赤い風船はプラ（お金）が増え、黄色い風船は新しい部品が登場し、ドクロの風船はプラが減る。
写真撮影自動運転モードで動いている車両や町並みを撮影できる。景色の中に映りこんだ変ったもの（※例 子供がロボットになっている）や、海や湖で飛び跳ねているサカナを撮るとプラが貰える。なお、撮った画像は保存できない。BGMは「のりものジャンジャン」のアレンジが流れている。
走行距離プラレールやトミカを運転し、一定の距離を越えるとプラレが「○○の高さ（距離）を越えた」という（※例 3,776メートルを越えれば富士山の標高と同じ数字になる。東京タワー、富士山、エベレスト、山手線、東北新幹線、東海道新幹線と増える)。
ぶひんをかう風船や写真撮影で貯まったプラをプラレールやトミカ、レール、道路、建物を買う事が出来る。